# Kanokon
Kanokon (jap. かのこん) ist eine von Katsumi Nishino geschriebene und von Koin illustrierte Light-Novel-Reihe, die seit dem 31. Oktober 2005 publiziert wird. Die Buchreihe wurde von Rin Yamaki als Manga adaptiert, der seit Juni 2006 im Seinen-Magazin Monthly Comic Alive erscheint. Im Jahr 2007 folgte eine Hörspielreihe, der sich eine Anime-Fernsehserie und ein Ren’ai-Adventure für die PlayStation 2 im Jahr 2008 anschlossen.

## Handlung
Die Handlung konzentriert sich auf den jungen und etwas kleinwüchsigen Oberschüler Kōta Oyamada, der den ersten Jahrgang besucht und dafür aus ländlicher Umgebung in die Stadt gezogen ist. An seinem ersten Tag trifft er auf die schöne und großbrüstige Schülerin Chizuru Minamoto, die den zweiten Jahrgang besucht und zugleich beginnt ihn zu verführen. So bittet sie ihn darum sie allein im Musik-Raum zu treffen. Bei seiner Ankunft gesteht sie ihm ihre Liebe und lässt dabei aus Versehen erkennen, dass sie ein Kitsune-Yōkai ist. Seitdem flirtet Chizuru regelmäßig mit Kōta, was ihn stets beschämt, da auch Unbeteiligte zuschauen oder sie zu aggressiv vorgeht. Bald darauf besucht die Austauschschülerin Nozomu Ezomori dieselbe Klasse. Es beginnt ein Wettkampf zwischen der flachbrüstigen Wolfs-Göttin Nozomu und Chizuru um die Gunst von Kōta, was die peinlichen Situationen extreme Spitzen annehmen lässt.
Von dieser Situation ausgehend durchleben die drei Hauptcharaktere verschiedene Abenteuer, die sowohl mit der Schule als auch ihren familiären Hintergründen zusammenhängen. Dabei werden auch immer wieder die Schüler ihrer Klasse mit einbezogen und selbst der Vorstand der Schule sieht sich immer wieder damit konfrontiert, die Kräfte der verschiedenen „Tier-Götter“ unter Kontrolle zu halten.

## Veröffentlichte Medien

### Light-Novel-Reihe
Kanokon begann als eine Reihe von Light Novels die von Katsumi Nishino geschrieben wurden. Die Illustrationen stammten von Koin. Ursprünglich erschien die Serie unter dem Titel Kanojo wa Kon, to Kawaiku Seki o Shite (彼女はこん、とかわいく咳をして), als die erste Ausgabe bei Media Factory zum jährlichen Literatur-Wettbewerb MF Bunko J Light Novel Rookie of the Year Award im Jahr 2005 eingereicht wurde. Die Light Novel erreichte zusammen mit zwei anderen Werken den dritten Platz.
Damit in das Angebot von Media Factory aufgenommen, wurde die erste Ausgabe am 31. Oktober 2005 veröffentlicht. Bis zum 17. April 2009 erschienen von der noch immer fortgesetzten Reihe 12 Ausgaben, die unter dem Label MF Bunko J erschienen.
| Nr. | Titel                                | Originaltitel                              | Datum              | ISBN                   |
| --- | ------------------------------------ | ------------------------------------------ | ------------------ | ---------------------- |
| 01  | Kanokon                              | かのこん                                   | 25. Oktober 2005   | ISBN 4-8401-1429-3     |
| 02  | Kanokon 2 – Hajimari Hajimari        | かのこん 2 〜はじまりはじまり〜            | 25. Januar 2006    | ISBN 4-8401-1488-9     |
| 03  | Kanokon 3 – Yukiyama Kazoku Keikaku  | かのこん 3 〜ゆきやまかぞくけいかく〜      | 25. April 2006     | ISBN 4-8401-1534-6     |
| 04  | Kanokon 4 – Otome-tachi no Himitsu   | かのこん 4 〜オトメたちのヒミツ〜          | 25. Juli 2006      | ISBN 4-8401-1577-X     |
| 05  | Kanokon 5 – Ai o torimodose!         | かのこん 5 〜アイをとりもどせ！〜          | 25. Oktober 2006   | ISBN 4-8401-1727-6     |
| 06  | Kanokon 6 – Nagisa no Paipaibū       | かのこん 6 〜ナギサのぱいぱいぷー〜        | 25. Januar 2007    | ISBN 978-4-8401-1785-2 |
| 07  | Kanokon 7 – Sayonara, Ōkami          | かのこん 7 〜さよなら、オオカミ〜          | 25. Juni 2007      | ISBN 978-4-8401-1871-2 |
| 08  | Kanokon 8 – Koibito-tachi no Himitsu | かのこん 8 〜コイビトたちのヒミツ〜        | 22. November 2007  | ISBN 978-4-8401-2086-9 |
| 09  | Kanokon 9 – Aratanaru Mezame         | かのこん 9 〜あらたなるめざめ〜            | 25. Februar 2008   | ISBN 978-4-8401-2144-6 |
| 10  | Kanokon 10 – Owari no Hajimari       | かのこん 10 〜おわりのはじまり〜           | 25. Mai 2008       | ISBN 978-4-8401-2320-4 |
| 11  | Kanokon 11 – Ai wa Bokura o sukuu!   | かのこん 11 〜アイはぼくらをすくう！〜     | 25. September 2008 | ISBN 978-4-8401-2425-6 |
| 12  | Kanokon 12 – Chizuru Merry-go-round! | かのこん 12 〜ちずるメリーゴーラウンド！〜 | 23. Januar 2009    | ISBN 978-4-8401-2639-7 |

Außerhalb Japans wurde die Reihe zunächst durch das in Los Angeles ansässige Unternehmen Seven Seas Entertainment lizenziert um sie ins Englische zu übersetzen. Später wurden diese Pläne jedoch fallen gelassen und die Ankündigung von der Website des Unternehmens entfernt.

### Manga-Reihe
Eine Adaption der Buchreihe als Manga wird von Zeichnerin Rin Yamaki angefertigt. Er folgt der Handlung der Light Novel und wird in Japan seit dem 27. Juni 2006 im Seinen-Magazin Monthly Comic Alive von Media Factory abgedruckt. Bis zum 16. April 2009 wurden die einzelnen Kapitel des Mangas zu sechs Tankōbon-Ausgaben zusammengefasst, die seit dem 31. Januar 2007 unter dem Label MF Comics erscheinen. Die fünfte Tankōbon-Ausgabe wurde in zwei verschiedenen Fassungen angeboten, wovon einer eine DVD mit einer Folge der Anime-Fernsehserie beigelegt war.
| Nr. | Titel       | Originaltitel  | Datum             | ISBN                                                      |
| --- | ----------- | -------------- | ----------------- | --------------------------------------------------------- |
| 1   | Kanokon (1) | かのこん（１） | 23. Januar 2007   | ISBN 978-4-8401-1665-7                                    |
| 2   | Kanokon (2) | かのこん（２） | 23. August 2007   | ISBN 978-4-8401-1941-2                                    |
| 3   | Kanokon (3) | かのこん（３） | 22. November 2007 | ISBN 978-4-8401-1976-4                                    |
| 4   | Kanokon (4) | かのこん（４） | 22. März 2008     | ISBN 978-4-8401-2211-5                                    |
| 5   | Kanokon (5) | かのこん（５） | 23. Oktober 2008  | ISBN 978-4-8401-2273-3 / ISBN 978-4-8401-2274-0 (mit DVD) |
| 6   | Kanokon (6) | かのこん（６） | 23. März 2009     | ISBN 978-4-8401-2547-5                                    |

### Hörspiel-CDs
Am 28. März 2007 wurde ein Hörspiel (ZMCZ-3284) von Media Factory veröffentlicht, welches eigene kleinere Geschichten erzählte. Neben den Stücken war auch die Titelmusik des Hörspiels Otokonoko Desho (オトコのコでしょ) enthalten, die von Marina Kuroki gesungen wurde.
Ein zweites Hörspiel (FVCG-1029) erschien am 25. Juni 2008, welches im Bezug zum Anime und dem Computerspiel angeboten wurde. Es enthielt neben einem Hörspiel auch fünf Folgen des Web-Radio-Programms.

### Internetradio-Sendung
Eine Internetradio-Sendung mit dem Titel Kanokon Radio – Kōta to Chizuru no Yuya Yon Seichō Nikki (かのこんラジオ 〜耕太とちずるのゆやよん成長日記〜) wurde seit dem 21. März 2007 übertragen. Jeden Freitag wurde eine Folge der Sendung produziert, die von Mamiko Noto und Ayako Kawasumi, den Sprecherinnen von Kōta und Chizuru im Anime, moderiert wurden.
Jede dieser Folgen war in vier Teile gegliedert und begann mit einem Hörspiel, dem sich generelle Neuigkeiten zur Anime-Umsetzung anschlossen. Dabei wurde auch auf Fragen von Zuhörern eingegangen.
Die Sendung begann jeweils mit dem Vorspann-Titel Strategy von Ui Miyazaki und endete im Abspann mit Sweet Time von Yui Sakakibara.

### Anime-Fernsehserie
Das Animationsstudio Xebec produzierte unter der Regie von Atsushi Ōtsuki eine 12-teilige Anime-Fernsehserie. Das Charakterdesign wurde von Akio Takami an die Serie angepasst, basiert aber im Wesentlichen auf dem des Illustrators der Light Novel, Koin. Die künstlerische Leitung übernahm Toshihiro Kohama zusammen mit dem Designer Yoshinori Shiozawa.
Die Serie wurde erstmals vom 5. April 2008 bis zum 21. Juni 2008 wöchentlich auf dem japanischen Fernsehsender AT-X übertragen. Etwa zehn Tage später wurden die Folgen auf den Sendern Bandai Channel und GyaO wiederholt.
Die Serie wurde in Japan auf 6 DVDs veröffentlicht, die jeweils zwei Folgen und diverses Bonus-Material enthielten. Den Packungen war jeweils eine zusätzliche Musik-CD, eine Character Single, beigelegt. Die einzelnen DVDs wurden im Zeitraum vom 25. Juni 2008 bis zum 21. November 2008 veröffentlicht.

#### Synchronisation
| Rolle            | japanische Sprecher (Seiyū) |
| ---------------- | --------------------------- |
| Kōta Oyamada     | Mamiko Noto                 |
| Chizuru Minamoto | Ayako Kawasumi              |
| Nozomu Ezomori   | Miyū Takeuchi               |
| Tayura Minamoto  | Toshiyuki Toyonaga          |
| Akane Asahina    | Chiwa Saitō                 |
| Ren Nanao        | Mai Kadowaki                |
| Ai Nanao         | Tamaki Nakanishi            |

#### Musik
Im Vorspann der Serie wurde eine verkürzte Fassung des Titels Phosphor gespielt, der von Ui Miyazaki interpretiert wurde. Der Abspann war mit dem Titel Koi no Honō (恋の炎) unterlegt. Er wurde von Yui Sakakibara gesungen.

#### Fortsetzung
Entsprechend der Augustausgabe des Megami Magazins, welches am 30. Juni 2009 veröffentlicht wurde, befindet sich eine Fortsetzung des Animes in Planung, die vom gleichen Studio und Regisseur animiert werden soll. Ein genauer Titel der zweiten Staffel steht jedoch noch nicht fest.

### Computerspiel
Das Ren’ai-Adventure Kanokon: Esuī (かのこん えすいー) erschien am 31. Juli 2008 für die PlayStation 2 in einer normalen und einer limitierten Fassung. Die limitierte Fassung enthält ein Mauspad und eine CD. Das Mauspad besitzt eine Schicht mit Tinte die bei Hitze unsichtbar wird und das darunterliegende Motiv enthüllt. Die CD enthält exklusiv den Titel Koi no Miracle Summer Vacation (恋のミラクル☆サマーバケーション) von den Synchronsprechern von Kōta, Chizuru und Nozomu.
Als Genre wird „polternde-Liebeskomödie-Adventure“ (ドタバタラブコメADV, dotapata rabukome ADV) angegeben.
Das Vorspannlied Happy Succession wird von Ui Miyazaki gesungen und das Abspannlied Eien no Koi (永遠の恋, dt. „ewige Liebe“) von Yui Sakakibara.